# Russki (Japanisches Meer)
Russki  (russisch Русский остров) ist eine russische Insel vor Wladiwostok in der Peter-der-Große-Bucht, Japanisches Meer. Russki ist 97,6 km² groß und hat ca. 5200 Einwohner.

## Namensgebung
Den Namen erhielt die Insel vom Generalgouverneur Graf Nikolai Murawjow-Amurski zu Ehren des Landes und seiner Einwohner.

## Geografie
Russki liegt ca. 6441 km (Luftlinie) östlich von der russischen Hauptstadt Moskau entfernt. Sie wird durch den Östlichen Bosporus von der nördlich gelegenen Murawjow-Amurski-Halbinsel und südwestlich durch die Stark-Straße von der Popow-Insel getrennt. Die Landschaft ist, typisch für die Gegend, größtenteils von Laubwäldern bedeckt. Auf der Insel gibt es 47 hügelige Gipfel. Die höchsten sind Russkaja (291 m), Glawnaja (279 m) und Zentralnaja (255 m).

## Geschichte
Archäologische Ausgrabungen haben gezeigt, dass die Insel schon seit der Jungsteinzeit bewohnt ist. Anfang des 17. Jahrhunderts wurde sie vom französischen Kartografen Jean-Baptiste Bourguignon d’Anville unter dem chinesischen Namen Jahanga Tun in einer Karte erwähnt.
Die erste russische Expedition fand unter der Leitung von Admiral Putjatin von Nikolajewsk am Amur aus im Jahr 1858 statt. Ein Jahr später wurde die erste russische Karte der Insel angefertigt.
Zur Zeit der Sowjetunion befand sich eine Militärbasis auf der Insel.
Am 25. April 2019 trafen sich der amtierende russische Präsident Wladimir Putin und der nordkoreanische Präsident Kim Jong-un auf der Insel zu bilateralen Gesprächen.

## Verkehr
Für den asiatisch-pazifischen Wirtschaftsgipfel 2012 in Wladiwostok wurde die Insel über die 1872 m lange Russki-Brücke über den Östlichen Bosporus mit dem Festland verbunden. Die vierspurige Schrägseilbrücke hat zwischen den 312 m hohen Pylonen die weltweit größte Spannweite von 1104 m von Brücken dieser Art. Mit ihr wird ein neuer Stadtteil von Wladiwostok auf der Insel erschlossen. Im Juli 2012 wurde sie von Ministerpräsident Dmitri Medwedew eröffnet.

## Bilder

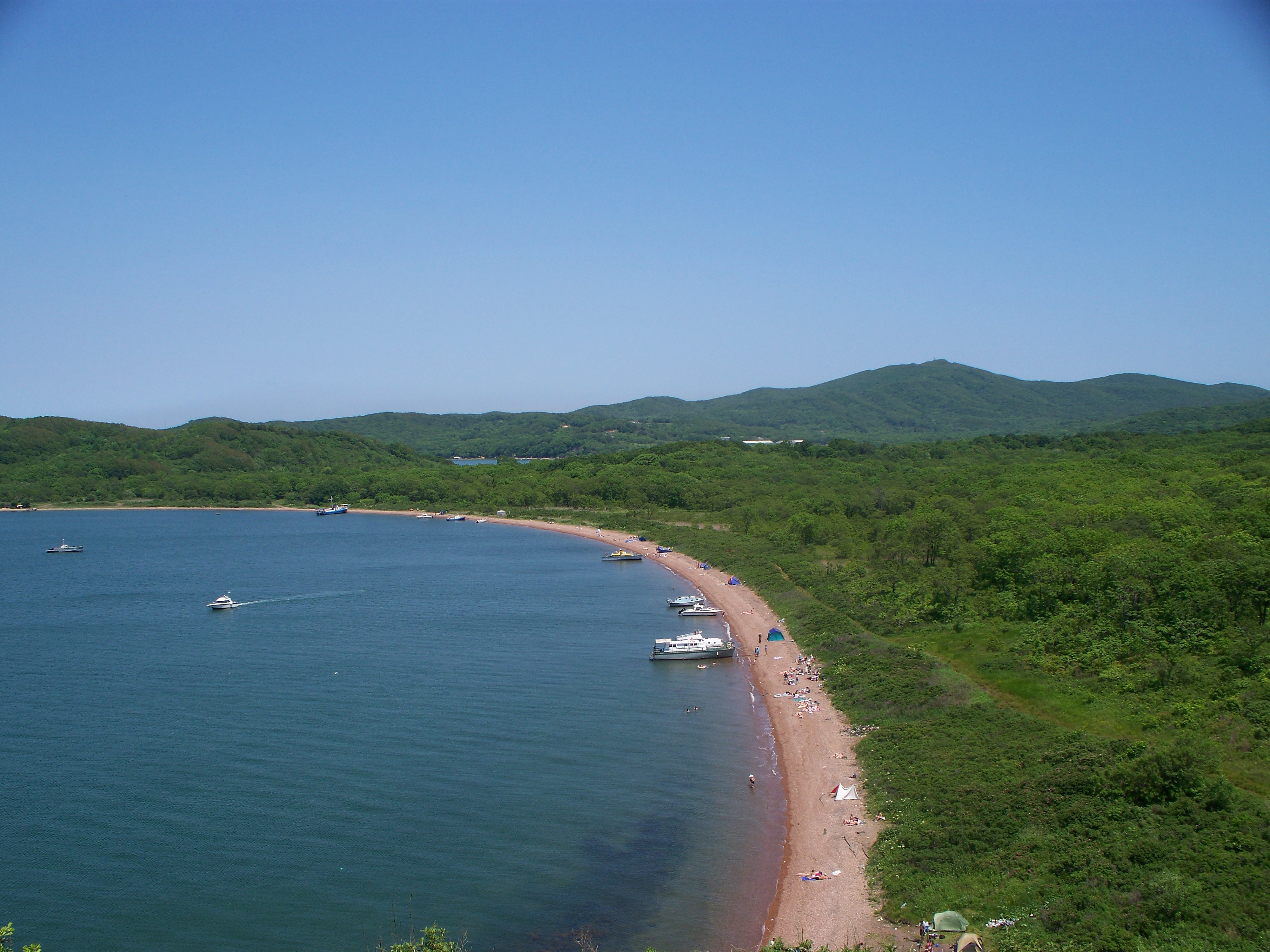
Strand bei Rynda
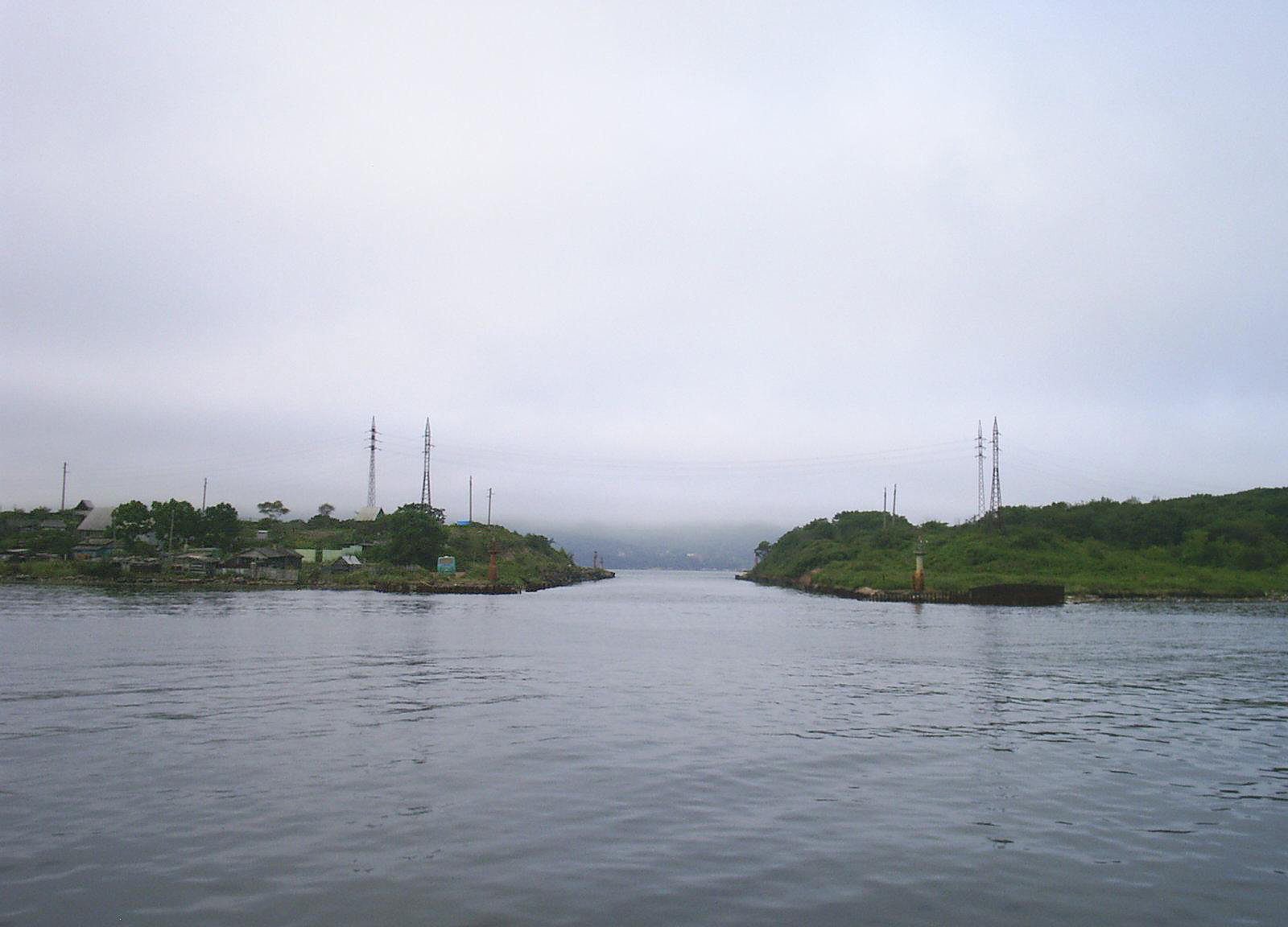
Inselkanal
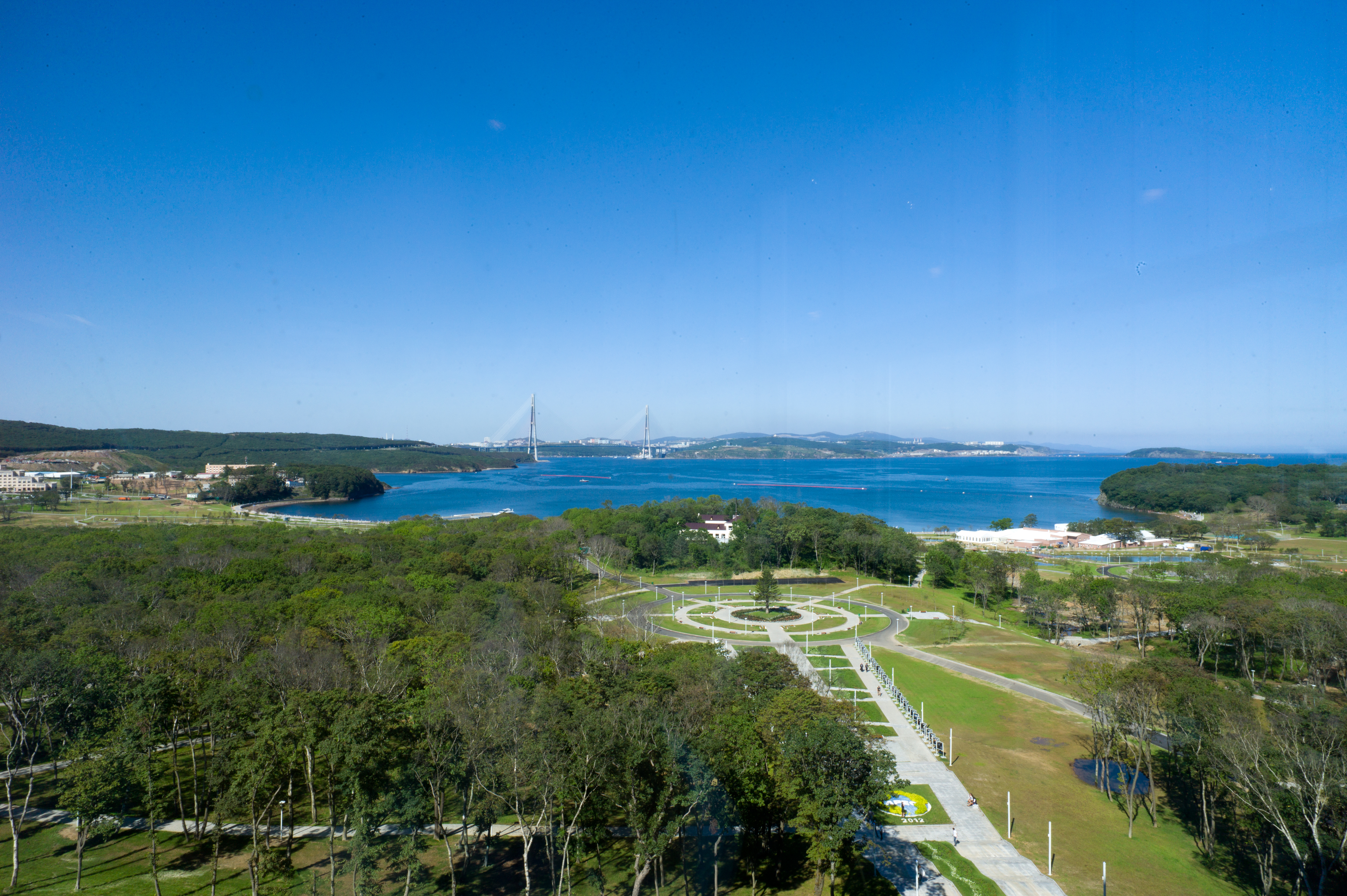
Russki